# Коносамент
Коноса́мéнт — товаророзпорядчий документ, цінний папір, що видається морським перевізником вантажу його відправнику, що засвідчує прийняття вантажу до перевезення і містить зобов'язання доставити вантаж до пункту призначення і передати його одержувачу.

## Загальна інформація

### Функції коносаменту
Коносамент виконує чотири основні функції:
- свідчить про укладення договору перевезення вантажу морським шляхом, за яким перевізник зобов'язується доставити вантаж та видати отримувачу;
- засвідчує факт прийняття вантажу для перевезення;
- є товаросупроводжуючим документом, оскільки дає право на одержання вантажу тому, на кого він виписаний.
- є товаророзпорядчим документом.

### Коносамент як договір морського перевезення
У момент відправлення вантажу морським транспортом відправник повинен укласти договір перевезення із морським перевізником, визначивши пункт призначення, умови перевезення та оплати. Виписуванням коносаменту перевізник підтверджує укладання такого договору, при цьому всі основні умови цього договору переносяться в коносамент.
Коносамент виписується (підписується капітаном або агентом перевізника) винятково в момент прийняття вантажу на борт. Таким чином підписаний коносамент одночасно виступає і документом, що підтверджує факт передачі вантажу для доставлення (замінює акт прийняття-передання).

### Одержання вантажу за коносаментом
Видача вантажу здійснюється проти пред'явлення коносаменту. Відправник зобов'язаний передати оригінал коносаменту отримувачу вантажу. Це надає можливості обігу коносаменту, а також є додатковим способом захисту прав (відправивши вантаж відправник може не передавати оригінал коносаменту отримувачу до моменту виконання зустрічного зобов'язання, наприклад, оплати). Відсутність оригіналу коносаменту позбавляє отримувача можливості отримати вантаж.
Ефективність коносаменту на відміну від відправлення із зазначенням одержувача без надання одержувачу оригіналу документу також підкріплюється:
- отримувач ознайомлений з умовами перевезення, оскільки вони зазначені на оригіналі документу, який він має у своїй власності,
- умови коносаменту є максимально стандартизовані та зрозумілі для всіх сторін,
- оригінал коносаменту може використовуватись для застави, що є більш ефективним, ніж застава майнових прав.

## Вимоги до коносамента
У коносаменті зазначаються:
- найменування судна, якщо вантаж прийнято до перевезення на визначеному судні;
- найменування перевізника;
- місце приймання або навантаження вантажу;
- найменування відправника;
- місце призначення вантажу чи, при наявності чартеру, місце призначення або направлення судна;
- найменування одержувача вантажу (іменний коносамент) або зазначення, що коносамент видано «наказу відправника», або найменування одержувача з зазначенням, що коносамент видано «наказу одержувача» (ордерний коносамент), або визначенням, що коносамент видано на пред'явника (коносамент на пред'явника);
- найменування вантажу, його маркування, кількість місць чи кількість та/або міра (маса, об'єм), а в необхідних випадках — дані про зовнішній вигляд, стан і особливі властивості вантажу;
- для небезпечних вантажів — найменування вантажу, порядковий номер виробу або речовини відповідно до прийнятої Організацією Об'єднаних Націй системи, клас (підклас), група сумісності для вантажів класу 1, додаткові види небезпеки та група пакування (якщо визначена), а також маса нетто вибухової речовини;
- фрахт та інші належні перевізнику платежі або зазначення, що фрахт повинен бути сплачений згідно з умовами, викладеними в рейсовому чартері або іншому документі, або зазначення, що фрахт повністю сплачено;
- час і місце видачі коносамента;
- кількість складених примірників коносамента.

Коносамент підписується капітаном чи судноплавним агентом.
Перевізник зобов'язаний видати відправнику на його бажання кілька примірників коносаменту тотожного змісту, причому в кожному з них відмічається кількість складених примірників коносаменту. Після видачі вантажу по одному з примірників коносаменту решта примірників втрачає силу.

## Види коносаментів
Пайовий коносамент — товаророзпорядчий документ, що видається перевізником або вантажоодержувачем з підтвердженням капітаном судна. Використовується в разі часткового продажу вантажоодержувачем товару до того, як він прийняв поставку. Пайовий коносамент — це розпорядження про передачу певної частини вантажу, що перевозиться в порту призначення іншій особі.
Застрахований коносамент — являє собою поєднання транспортного документа зі страховим полісом і є доказом як приймання вантажу до перевезення, так і його страхування, застосовується при перевезенні вантажів у контейнерах.
Лінійний коносамент — видається судноплавною компанією або від її імені та покриває перевезення на судах, що курсують за регулярними маршрутами відповідно до встановленого і опублікованого розкладу.
Коносамент із застереженнями, тобто «нечистий» або «брудний» — це коносамент, в якому зроблено позначки про пошкодження вантажу та / або пакування.
Місцевий коносамент — з посиланням на наскрізний коносамент, по якому вантаж прийнято до перевезення. Місцеві коносаменти мають службове значення для звітності лінії, порту і не є товаророзпорядчими документами.
Прямий коносамент — коносамент, що покриває відвантаження між безпосередніми портами завантаження і розвантаження на одному і тому ж судні.
Збірний або вантажний коносамент — коносамент на декілька вантажів, призначених для різних вантажоодержувачів.
Наскрізний коносамент — передбачає перевантаження вантажу на інше судно в проміжному пункті і покриває все перевезення вантажу від порту завантаження до місця кінцевого призначення. Такі перевезення можливі, коли у перевізника наявні декілька регулярних ліній в різних напрямках або, як інший варіант, за домовленістю між двома перевізниками. Вантаж приймається в порту відправлення і доставляється до порту перевалки, аж потім за маршрутом мандрує в кінцевий пункт призначення. Зазвичай перевізники, що спільно перевозять вантаж по наскрізного коносамента, наперед обумовлюють свої взаємні зобов'язання — кожен перевізник відповідає тільки за ту ділянку маршруту, на якій він здійснює перевезення. При наскрізному коносаменті важлива наявність чітких позначок про передачу вантажу від одного перевізника до іншого.

## Обігконосаменту
Коносамент передається з дотриманням таких правил:
1. Іменний коносамент може передаватися за іменними передавальними написами або шляхом передачі боргової вимоги.
2. Ордерний коносамент може передаватися за іменними або бланковими передавальними написами.
3. Коносамент на пред'явника може передаватися шляхом простого вручення.

## Міжнародне регулювання
Міжнародне регулювання правил коносаменту здійснюється згідно з такими актами:
- Міжнародна конвенція про уніфікацію деяких правил про коносамент 1924 року [Архівовано 10 жовтня 2018 у Wayback Machine.] (Україна не приєдналася)